# サタデーナイトは土〜するべき!?
『サタデーナイトは土〜するべき!?』（サタデーナイトはどーするべき）は、1994年4月6日から2015年4月25日までエフエム沖縄（FM沖縄）で放送されていたバラエティ番組である。

## 概要
1994年（平成6年）4月6日放送開始。開始当初は『21レボリューション』という平日（月～木曜）21時台ゾーン番組の日替わり枠の内、水曜日放送で番組名は『21レボリューション「水曜日は何かよまず!!」』（すいようびはなにかよまず）。1995年5月より『日曜日は何かよまず!!』として独立し、日曜放送に移動。その後、1999年4月に土曜放送に変わり、番組名も『サタデーナイトは土〜するべき!?』となった。タイトルの「どーするべき」とは、宮古方言で「どうするの」という意味である。
『水曜日は何かよまず!!』時代を含めて21年間放送されてきたが、2015年4月25日放送分をもって終了した。

## パーソナリティ
- 川満聡
- 津波信一

## テーマ曲
オープニングテーマは往年のディスコナンバー、ビージーズの「恋のナイト・フィーバー」。
エンディングテーマは「涙（なだ）そうそう」。ただしBEGINによるオリジナル曲ではなく、新たにレコーディングしたバージョンである。

## 主なコーナー
- 辞典には載ってないウチナーグチ講座
- 川満しぇんしぇー音楽堂
- 迷言・失言・珍言365
- ジョンマンジラースーパーDJタイム
- ゆくしちゅくやのニュース23（たーちみーち）
- 川満児童文学館
- 復活池間塾